# Lawrence County (Mississippi)
Das Lawrence County ist ein County im US-Bundesstaat Mississippi. Der Verwaltungssitz (County Seat) ist Monticello. Das U.S. Census Bureau hat bei der Volkszählung 2020 eine Einwohnerzahl von 12.016 ermittelt.

## Geographie
Das County liegt im mittleren Süden von Mississippi und hat eine Fläche von 1129 Quadratkilometern, wovon 13 Quadratkilometer Wasserfläche sind. Es grenzt an folgende Countys:
| Copiah County  |                 | Simpson County         |
| Lincoln County |                 | Jefferson Davis County |
|                | Walthall County | Marion County          |

## Geschichte
Das Lawrence County wurde am 22. Dezember 1814 aus Teilen des Marion County gebildet. Benannt wurde es nach James Lawrence (1781–1813), einem Marineoffizier, der mit dem Spruch: „Don't give up the ship“ im Britisch-Amerikanischen Krieg von 1812, nachdem er bereits tödlich verwundet worden war, bekannt wurde.
31 Bauwerke und Stätten des Countys sind im National Register of Historic Places eingetragen (Stand 2. Februar 2018).

## Demografische Daten

Alterspyramide des Lawrence Countys (Stand: 2000)

Nach der Volkszählung im Jahr 2000 lebten im Lawrence County 13.258 Menschen in 5040 Haushalten und 3749 Familien. Die Bevölkerungsdichte betrug 12 Personen pro Quadratkilometer. Ethnisch betrachtet setzte sich die Bevölkerung zusammen aus 66,94 Prozent Weißen, 32,07 Prozent Afroamerikanern, 0,17 Prozent amerikanischen Ureinwohnern, 0,27 Prozent Asiaten, 0,02 Prozent Bewohnern aus dem pazifischen Inselraum und 0,09 Prozent aus anderen ethnischen Gruppen; 0,44 Prozent stammten von zwei oder mehr Ethnien ab. 0,67 Prozent der Bevölkerung waren spanischer oder lateinamerikanischer Abstammung, die verschiedenen der genannten Gruppen angehörten.
Von den 5040 Haushalten hatten 35,4 Prozent Kinder unter 18 Jahren, die mit ihnen lebten. 55,9 Prozent waren verheiratete, zusammenlebende Paare, 14,4 Prozent waren allein erziehende Mütter und 25,6 Prozent waren keine Familien. 24,1 Prozent aller Haushalte waren Singlehaushalte und in 11,4 Prozent lebten Menschen im Alter von 65 Jahren oder darüber. Die durchschnittliche Haushaltsgröße lag bei 2,61 und die durchschnittliche Familiengröße bei 3,10 Personen.
27,3 Prozent der Bevölkerung war unter 18 Jahre alt, 9,4 Prozent zwischen 18 und 24, 27,5 Prozent zwischen 25 und 44, 22,6 Prozent zwischen 45 und 64 Jahre alt und 13,3 Prozent waren 65 Jahre oder älter. Das Durchschnittsalter betrug 36 Jahre. Auf 100 weibliche kamen statistisch 92,2 männliche Personen und auf 100 Frauen im Alter von 18 Jahren oder darüber kamen 88,3 Männer.
Das durchschnittliche Einkommen eines Haushaltes betrug 28.495 USD, das einer Familie 37.899 USD. Männer hatten ein durchschnittliches Einkommen von 28.925 USD, Frauen 18.707 USD. Das Prokopfeinkommen lag bei 14.469 USD. Etwa 16,6 Prozent der Familien und 19,6 Prozent der Bevölkerung lebten unterhalb der Armutsgrenze.

## Städte und Gemeinden
Towns
- Monticello
- New Hebron
- Silver Creek

Unincorporated Communitys
| - Jayess - Nola - Oak Vale1 | - Oma - Sontag - Wanilla |

1 – teilweise im Jefferson Davis County